# Gary Oakes
Pour les articles homonymes, voir Oakes.
Gary Oakes, né le 21 septembre 1958, est un ancien athlète britannique qui courait principalement sur 400 m haies.
Aux Jeux olympiques d'été de 1980 à Moscou, il a remporté la médaille de bronze sur 400 m haies. Il est marié à Heather Hunte, elle aussi médaillée aux mêmes jeux ainsi que quatre ans plus tard.

## Palmarès

### Jeux olympiques d'été
- Jeux olympiques d'été de 1980 à Moscou ( Union soviétique)
  -  Médaille de bronze sur 400 m haies